# 建國黨
建國黨 ，是中華民國一个已解散的政黨。于1996年10月6日成立，黨員主要是從民主進步黨分裂出來的台灣獨立運動成員。2020年4月29日，內政部公告，因未依《政黨法》補正完成，废止该党的政党備案。

## 歷史

### 建黨
建國黨一直是臺灣獨立的急先鋒，標榜「以建立新而獨立的臺灣共和國，維護臺灣國民及其世代子孫追求民主、自由、安全、公平、幸福的權利為永不改變的最高宗旨」，主張立刻建立臺灣共和國，認爲中華民國已不存在、中國國民黨在台灣的統治為非法統治。
1996年中華民國總統選舉，民主進步黨提名的正副總統候選人彭明敏、謝長廷的得票率只有21.1%，創下民進黨歷年得票率最低紀錄。隨後，民進黨美麗島系公開批判彭明敏的激進台獨路線。1996年4月，彭明敏從民進黨退黨，組成建國會並自任會長，喊出「臺灣要建國，不能寄望民進黨」。
當時對民進黨中央黨部先後提出「大膽西進」、「大聯合」、「大和解」等主張不滿的台獨人士233人，鑑於1997年香港主權移交的時限將屆，認為中華人民共和國政府更將以「一個中國原則」壓縮台灣的國際空間，因此有組黨的行動。組黨的理由，一方面對內為了對抗民進黨將臺獨黨綱「文件化」（意即架空臺獨黨綱），另一方面則對外宣示抗拒中華人民共和國政府意圖以「一國兩制」或「武力解放」的方式取得台灣的企圖。
1996年10月6日，建國黨在臺北市士林區創黨，通過李鎮源為第一屆黨主席、林山田為第一屆副主席、李勝雄為第一屆秘書長，選出「決策委員」李鎮源、李勝雄、林山田、李永熾、廖宜恩、鄭欽仁、陳茂雄、李慶雄、郭倍宏、李喬、徐馨生。李鎮源在接任建國黨主席時私下的一段豪邁磅礡的表白：「我想以有生之年貢獻給台灣這片土地，希望眼睛尚未闔上之前能夠見到台灣獨立建國成功，這是我的夢！」
在建國黨的發起人名單中，企業界的中產階級75人，教育界人士67人，醫學界人士26人，律師及法學界人士8人，文化藝術工作者30人，其他各地基層工作者27人。企業界的中產階級包括游善伯（當時大倫氣球副總經理，長期關心黨外運動）、江茂彰（當時富邦人壽中部區部經理）、辜寬敏（鹿港辜家成員，長期支持彭明敏）、蔡仲伯（東錦企業創辦人）等。教育界人士包括教授42人與教師25人：教授主要以台灣教授協會會員為主，像是林山田、李永熾、許慶雄、張炎憲、李筱峰等；教師主要以台灣教師聯盟成員為主，例如前台灣教師聯盟執行委員林央敏。因此，建國黨創黨時，有些民進黨人士私下以「五點半建國黨」一語諷刺，建國黨這些教授與教師是在各學校於台灣時間每週一至週五17時30分全部下課之後搞「業餘革命」。
1996年10月11日，建國黨公布組織架構與各委員會負責人名單，總部辦公室之下設置行政組、組織訓練部、新聞資訊組、教育文化組、國際關係組、活動組、原住民族組、財務組，各組主任由決策委員兼任。完整名單如下：
- 決策委員會：主席李鎮源，副主席林山田，秘書長李勝雄，決策委員李永熾、鄭欽仁、郭倍宏、徐馨生、李喬、陳茂雄、廖宜恩、林明男、李慶雄。
- 推展委員會：北區各地召集人莊淇銘，桃竹苗各地召集人林央敏，中部各地召集人林東陽，雲嘉南各地召集人李輝煌，高屏地區召集人曾貴海，東部各地召集人黃昆彬。
- 總部辦公室：秘書長兼行政組主任李勝雄，組織訓練部主任廖宜恩，新聞資訊組主任李永熾，教育文化組主任李喬，國際關係組主任鄭欽仁，活動組主任未定，原住民族組主任未定，財務組主任林夢三。
- 紀律委員會：由楊維哲、詹俊平、尤英夫、黃昆彬、朱勝群、林菊枝、鄭哲舟、林清祥互推，選出主任委員與副主任委員。
- 政策委員會：許慶雄（新聞資訊、國際關係），陳玉峰、林碧堯（環保），李敏勇、林玉体、董芳苑（教育文化），陳國雄（軍事國防），王塗發（經濟）。羅榮光、鄭欽龍、廖中山、盧政春、鄭自財、邱坤良、林信男、廖年村、吳聰敏當時仍在徵詢中。
- 顧問：高俊明、辜寬敏、李鴻禧。[8]

1997年7月，波士頓台灣同鄉會主辦之「第二十八屆美東台灣人夏令會」，林山田報告建國黨建黨九個月來的路線與理念，他說，獨立建國是台灣唯一的活路，建國黨是一個很清楚闡揚這種理念的政治組織；選舉並非建國黨唯一的訴求手段，建國黨將藉草根的社區運動與選擇性的選舉來宣揚理念；建國黨的目標是要重建台灣的人性、文化與社會價值觀，進而建設台灣成為一個民主法治的獨立國家。
1997年10月5日，建國黨舉行第一屆全國黨員代表大會，辜寬敏、李鴻禧、林山田等人連番痛批民進黨。辜寬敏抨擊，民進黨自從提出「大和解」、「大聯合」以來已完全變節，許多地方基層與他一樣對民進黨失望且反感，建國黨的成立是因為民進黨的變節；但建國黨的任務並非要與民進黨作好朋友，而是要取代民進黨；而他尚未退出民進黨，是因為他在等待彭明敏一起行動，否則他早就退黨了。李鴻禧則說，最近台灣獨立運動的路很坎坷，過去被台獨人士寄望「結束外來政權」的人如今已經變節；他也嘲諷民進黨「辣妹助選團」：「他們（民進黨）以為：辣妹搖兩下之後，大家就會趕快入黨。」林山田則以民進黨候選人包尿布比賽諷刺，面對中國威脅，民進黨竟然還在「包尿布」，建國黨不做這種媚俗的政黨。大會隨後並發表宣言，再度抨擊：台灣內部有一股肯定中華民國體制的維持現狀勢力，盤據在許多反對運動人士的腦海中，並於修憲時放棄台灣這個領域內「主權人」應有自己憲法的崇高意旨。
1997年10月6日，建國黨一周年黨慶，民進黨婦女發展部主任李永萍帶一包尿布前往「慶祝」，實際上是諷刺林山田的言論，與建國黨方面言語不合，雙方不歡而散。

### 黨旗
建國黨黨旗由郭倍宏之妻張舜華設計，旗上僅有三線：先於距上端五分之二處畫一橫線，再於橫線中點連兩線至左下、右下兩頂點，即告完成。黨旗含意：人文方面，一可看作先民漂洋過海來到臺灣，於海岸某點登陸後逐漸擴散，遍及全島；二可看作今日臺灣人民從四面八方來，同心協力匯聚出歷史的主流大道，勇往直前邁向獨立建國。旗面分為4個區塊，代表臺灣四大族群互相融合。黨旗由藍色、綠色、金黃色組成：自然方面，可解為「藍色海洋、青色草原及金色山脈」或「蔚藍天空下、青青草原上，金黃山脈高聳入雲」，皆顯現臺灣獨特的地理景觀；又可看成是一張環保的面孔，淺藍額頭象徵清新空氣，墨綠眼鏡象徵鬱茂森林，金黃鼻頭象徵成熟豐收的大地；也可看作在蔚藍天空與靛青海洋水天一線的美麗景色中，象徵獨立建國力量的金黃斗笠正在向上成長，即將從平靜無波的水面突破而出、掀起滔天巨浪。整幅圖案亦可視為「台」字的變體。

### 發展
李鎮源及其以後的建國黨主席許世楷、鄭邦鎮均為學者出身，堪稱典型的「書生論政」風格；建國黨黨員陳文輝、陳光復、李慶雄等人，亦分別曾任第三屆及第四屆立法委員；但由於與時代主流意識及價值觀有所落差等諸多因素，建國黨許多有志難伸的創黨黨員如李永熾、鄭欽仁、陳茂雄、郭倍宏、李喬、辜寬敏、許慶雄、張炎憲、李筱峰、林央敏等精英逐漸淡出。
1997年8月3日，李筱峰向建國黨全體黨員發表聲明，暫時凍結一切黨員權利與義務，待獨派整合後再為新政黨效力；1997年10月9日（建國黨一周年黨慶後第三天），同是建國黨創黨發起人的莊淇銘、陳憲國、張豐藤、莊傳賢、吳文偉、謝錦棠等七位黨員發表聯合聲明，宣布退黨。1997年10月12日，民進黨文宣部主任陳文茜說：「通常主張政治衝突的，都是政治的贏家；而主張和解的卻都是悲劇性人物，雖然最後他們得到了很高的歷史評價。我想建國黨的人沒人反對命運共同體，但是試問：建國黨要如何去實踐呢？」
1997年10月19日，李鴻禧接受《今周刊》專訪時批評民進黨：「如果民進黨把台獨黨綱拿掉，那就真正轉型了；可是民進黨不願放棄黨綱，卻用很多的作法來擺脫台獨。例如許信良說『民進黨獲得政權不會宣布獨立』，並主張『政經分離』，又說『現在不能要求中共承認台灣是一個政治實體』，這些與過去包括我在內的熱烈支持民進黨者的認知有所不同，這是轉型嗎？恐怕是變質吧。」
1997年10月19日，李鎮源致函《新新聞》，駁斥李筱峰在《新新聞》對建國黨的批評：1.建國黨並不排斥公職人員，故無「反對公職掛帥」；2.建國黨「缺乏民主」之說，是以訛傳訛所導致的誤解；3.建國黨黨職人員多具法律與政治專才，也有從事社會運動及組織的人才，也有多方面的政策委員及顧問，也有連任多年的立法委員及其他公職人員，故並非「缺乏政治專業人才」；4.建國黨決策委員僅決定政策，公職人員、總部、各地辦公處及分部執行政策，「決策委員把持黨務」是言過其實；5.建國黨本屆決策委員是由建國黨創黨籌備委員會選出，並非由黨主席指定；6.建國黨主席僅在決策委員會中，指定林山田兼任副主席、李勝雄兼任秘書長。
1999年12月18日，民進黨立法委員蔡同榮國會辦公室遭建國黨群眾丟擲雞蛋抗議。
2000年4月7日，建國黨第一屆主席李鎮源、第一屆秘書長李勝雄、第一屆財務長林夢三、第一屆決策委員李喬、第一屆紀律委員會主任委員楊維哲、第二屆主席許世楷、第二屆秘書長魏瑞明、第二屆決策委員詹俊平、第三屆副主席田再庭、第三屆決策委員陳光復、第三屆決策委員王輔仁等23人召開記者會，以獨派支持的陳水扁與呂秀蓮當選正副總統、建國黨完成階段性任務為由，宣布集體退出建國黨。建國黨決策委員劉明松與一群建國黨支持者前往記者會會場抗議，劉明松等人怒批「創黨也是你們，退黨也是你們」、「為何全台串聯十幾天只串聯這些人」，引起會場騷動；李勝雄堅持只有記者才能發問，雙方僵持不下，記者會草草結束。
2005年12月11日，獨派基督教牧師兼「澳洲墨爾本台灣基督教會」（Taiwanese Christian Church of Melbourne Australia）會長楊以仁表示，建國黨跟民進黨一樣還是在中華民國法律的統治之下建黨，「依然是無濟於建國」，所以建國黨泡沫化；目前整個台獨運動的實務操作，皆是在中華民國法律的統治之下進行，嚴格來說就是玩假的，「我們必須誠實承認這種現實的挫敗：沒有『滅國』，是無法『建國』的」。
2007年林山田因胰臟癌病逝前幾個月，說：「一些人到如今，還在利用建國黨這個名字，或者朝建國黨捅幾刀，實在是……。」
2008年11月5日，建國廣場負責人傅雲欽說，2007年他和建國廣場幾個老朋友去探訪林山田，林山田自嘲「民進黨執政後，罵也不是，不罵也不是；我心情鬱卒，心肝結成丸，因此得病」，諷刺台灣人寵壞民進黨。
2010年12月27日，前建國黨決策委員陳茂雄披露，建國黨所謂要建立台灣國，只是呼口號而已，完全沒有行動力，也未曾告訴民眾如何以台灣國取代中華民國。2016年1月24日，陳茂雄承認，建國黨已經泡沫化，最後一任主席黃千明是獨派相當陌生的人，上任後完全不運作、不開會、不改選，當個「終身職」的主席，拿著「建國黨主席」頭銜到處消費；「可憐的建國黨，死了不埋葬，卻讓『禿鷹』啃食」。
2017年6月4日，建國黨第8、9屆黨主席交接典禮。
2019年1月3日，前《台灣漫畫月刊》總編輯藍弋披露，有建國黨創黨的前輩證言，當年參與建國黨創黨的人打電話給親朋好友，都得到對方「百分之百」的支持，他們心想「這樣太膨脹了，打個對折吧」，所以自認一創黨就會得到五成支持度；建國黨創黨，他們才發現原來都是同溫層效應，建國黨實際支持度恐怕僅約1.5%，在社會上被當成笑話，於是許多創黨重要成員紛紛退黨。
2020年4月29日，中华民国内政部依《政黨法》公告废止建国党的政党備案。

## 歷屆黨主席
- 李鎮源（1996年－1997年）
- 許世楷（1997年－1998年）
- 鄭邦鎮（1998年－2000年）
- 何文杞（2000年－2002年）
- 黃千明（2002年－2007年）
- 吳景祥（2007年－2016年）
- 古文發（2017年－2020年）

## 政治理念

### 黨綱
建國黨的「建國綱領」有10點：
1. 以台灣全體國民為主體，以台灣本島及其附屬島嶼為領土範圍，形成命運共同體，制定台灣共和國憲法。
2. 深入台灣社會，組織群眾，聯合社會各階層，清除黑金腐敗，粉碎中華人民共和國的侵略，完成獨立建國目標。
3. 保障國民基本人權，作為國家與社會應遵守的基本原則。
4. 以政治民主為基礎，建立國民主權的政治體制。
5. 以主權國家的地位加入國際組織，與世界各國建立外交關係及經濟貿易的合作。
6. 堅持以台灣為主體的教育與文化，建立以互相尊重的個人主義為基礎的社區主義與公共文化。
7. 推行兩性平權政策，保障社會弱勢者的權利。
8. 尊重各族群語言與文化的自主，保障原住民族設置自治區的權利。
9. 厚植台灣自主性的經濟實力，結合全球經濟體系，並實現經濟公平的理想。
10. 以綠色和平及永續發展為指標，從事國土規劃與環境生態的保護，並促進台灣與地球村的和諧共存。

### 政治活動
1997年6月5日，建國黨批評，在國家認同上，台灣人本非中國人，不應站在「中國一部分」的角度編寫台灣歷史；《認識台灣》教科書中，社會篇最具正義性與符合課程原則，地理篇寫作品質中等，歷史篇「作者具有健康的歷史知識，卻無全盤托出歷史真相的膽識，學生將無法正確理解台灣歷史傳承的脈絡」；建國黨主張應重新撰寫《認識台灣》歷史篇，以台灣主體之立場，從五萬年前長濱文化開始落筆，將歷史真實一一公正呈現，使台灣新的一代有能力在心靈上做台灣的主人。
1999年10月14日，建國黨決策會議決定發行「台灣錢」及「建國彩券」，以籌募建國黨長期運作經費及參加2000年中華民國總統大選之費用。「台灣錢」是建國黨以台灣共和國名義發行的貨幣，「建國彩券」是建國黨以台灣共和國名義發行的刮刮樂型彩券，兩者性質均為有價證券，建國黨將兩者統稱為「建國黨券鈔」。
1999年11月5日，鄭邦鎮親自在中華民國中央銀行前主持「台元券發行記者會」，宣佈正式發行「台灣錢」，並發表台灣錢的鈔票「台元券」。鄭邦鎮說，建國黨之所以選擇在中華民國中央銀行發表台灣錢，是為了「揭穿中華民國所發行的新台幣是國民黨把台灣銀行代理發行的新台幣作為地方貨幣，而不是一個國家的國幣」。台元券票面金額分為100元、500元、1000元與5000元。建國黨規定，台灣錢為不可兌換券，但可用來購買建國黨發售、義賣之貨品。建國黨同時公布台灣錢匯率如下：台灣錢1元兌換新台幣1元，台灣錢30元兌換1美元，台灣錢1元兌換4日圓。
2000年1月6日，由於鄭邦鎮的連署人數未能跨過連署門檻，建國黨召開記者會宣布鄭邦鎮退出2000年中華民國總統大選，鄭邦鎮帶領建國黨決策委員向支持者鞠躬致歉；鄭邦鎮批評，現行體制既未實施兩票制，因此依據立法委員選舉得票率來規範正副總統參選門檻似有違憲之嫌，他們將尋求司法院大法官釋憲來導正制度；同日，中華民國中央選舉委員會回應，大法官會議已於司法院釋字第468號解釋指出，連署制度並不違憲。 
2000年7月3日，中華民國中央銀行正式發行新版新台幣1000元鈔票，背面以玉山與帝雉作為圖案，被當時建國黨發言人兼台元券設計者黃玉炎指控涉嫌剽竊台元券，因為台元券早已以玉山與帝雉作為圖案。他說：「歡迎中華民國剽竊台灣共和國。」他並稱讚，新台幣被定為中華民國國幣並改由中華民國中央銀行發行，是中華民國政府正在「向台灣共和國靠攏」。中華民國中央銀行回應，台灣特有的山水風景與野生動物並無專利權，而新台幣1000元鈔票是根據「新台幣券幣改版審議委員會」提供的資料參考發行的，所以外界不應指控中華民國中央銀行剽竊別人的設計。
2001年7月13日，由於自稱「台灣共和國政府外交部長」的美籍台灣人郭樹人表示台灣共和國護照發行單位是「台灣共和國政府」，建國黨提出反駁稱該黨才是台灣共和國護照的真正發行單位。
2001年10月30日，建國黨高雄市北區立法委員候選人劉明松指控，中華民國中央銀行發行的新版新台幣1000元鈔票背面以玉山與帝雉作為圖案，是剽竊台元券的創意。
2003年11月9日，建國黨開宣傳車到台北市西寧南路中華愛國同心會總部抗議，雙方隔著警戒線相互叫囂，警方派出127名警力維持秩序，沒有爆發肢體衝突。
2003年11月20日，建國黨黨員在台中市地下電台「海洋之聲」推出《反常光碟》，剪輯2000年總統選舉時連戰與宋楚瑜互批的新聞畫面以諷刺2004年總統選舉的「連宋合」，數百片光碟被索取一空；同日，國民黨台中市黨部主任委員沐桂新說，「不排除蒐集證據後提出告訴」。
2004年1月28日，建國黨代理秘書長許清松不滿法國總統席哈克批評台灣公投是「嚴重錯誤」，他說，法國政府無權干涉台灣公投，席哈克應為傷害台灣民眾感情的發言道歉。
2004年5月16日，前總統李登輝說，前總統蔣經國晚年確實致力民主化、且認同台灣本土；前建國黨主席許世楷駁斥李登輝：「蔣經國並沒有走本土化路線，更是台灣白色恐怖的元兇；李身為台灣民主化開拓者，卻把自己和蔣經國拉在一起，我很為他惋惜！」
2005年4月11日，建國黨大正黨部旗下「台灣捍衛隊」一行近十人到立法院，抗議無黨籍立法委員李敖對中華民國教育部部長杜正勝與中華民國國防部部長李傑出言不遜。 
2006年12月14日，建國黨與台灣建國聯盟號召近百人至國家通訊傳播委員會（NCC）抗議，批評NCC委員產生方式不合憲，是「違憲機關」。
2008年4月2日，劉明松不滿2008年中華民國總統選舉謝長廷敗選，拉起「無情的城市」布條抨擊未投票給謝長廷的高雄市民，並在其經營的高雄市「紅厝瓦餐廳」懸掛綠底白字「勿忘322之恥」、「拒絕招待中國人」布條，但他說，他拒絕招待的「中國人」是指「在台灣吃喝拉撒睡幾十年卻不認同台灣」的人，「如果是中華人民共和國國民，但認同台灣、喜歡台灣，我還是歡迎」。
2013年7月27日，建國黨成員手拉抗議布條標語，到臺灣桃園國際機場第一航廈抗議總統馬英九未經過台灣人民同意，私自與中國簽訂海峽兩岸服務貿易協議，影響台灣人民的工作權；期間1名建國黨成員看見在大廳警戒的警員腰掛警棍，怒斥警員：「幹嘛帶警棍？警棍是戒嚴時期的東西，人民有集會遊行的自由，這樣讓我們受到汙辱。」